# Homestead, Novi Meksiko
Homestead je popisom određeno mjesto u okrugu Catronu u američkoj saveznoj državi Novom Meksiku. Prema popisu stanovništva SAD 2010. ovdje je živjelo 47 stanovnika. 

## Zemljopis
Nalazi se na 34°08′56″N 107°52′55″W / 34.1488763°N 107.8819712°W 
Prema Uredu SAD-a za popis stanovništva, zauzima 3,04 km2 površine, od čega 3,03 suhozemne.

## Stanovništvo
Prema podatcima popisa 2010. ovdje je bilo 47 stanovnika, 27 kućanstava od čega 15 obiteljskih, a sve stanovništvo po rasi bili su bijelci. Hispanoamerikanaca i Latinoamerikanaca svih rasa bilo je 6,4%.